# Partizan (formație)

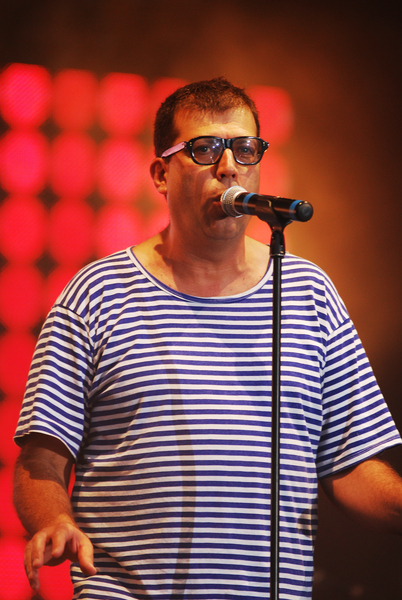
Solistul formației, Adrian Pleșca (2008)

Partizan este o formație românească de muzică rock fondată în București, România în 2001 de Adrian Pleșca, Cătălin „Tobi” Neagu, Florin Barbu și Răzvan Moldovan de la Timpuri Noi. Trupa a dat cinci concerte în această formulă, însă până la înregistrarea și lansarea primului album în 2002, Cătălin Neagu și Florin Barbu părăsiseră deja formația. 
Partizan a înregistrat două albume, un disc single și trei videoclipuri în formula Adrian Pleșca, Răzvan Moldovan, Valentin Neamțu (ex-Iris), Cristian Sandu (ex-Krypton), Vasile Malic și Dan Mușetescu. Unul din videoclipurile formației, Dușmănia, nu a fost niciodată televizat. Fata mea a fost unul din hiturile anului 2002 în România. Piesa a câștigat Premiul Muzical MTV România la categoriile „Cea mai buna regie” și „Cel mai bun videoclip al unei trupe” în 2002, formația fiind nominalizată la nouă categorii în cadrul galei. Tot în 2002. formația a fost nominalizată la MTV Europe Music Award for Best Romanian Act. Formația a mai fost nominalizată în 2003 și 2004 la categoria „Best Live”, din cadrul acelorași premii.
Partizan s-a destrămat în 2004 când Adrian „Artan” Pleșca a decis să reformeze vechea sa formație, Timpuri Noi. În 2011, după șapte ani, Artan a părăsit Timpuri noi și a reînființat formația Partizan.

## Discografie

### Albume de studio
- Am cu ce (2002)
- București (2003)
- Nori peste Sălăjan (2025)[3]

### Disc single
- Păpușea masculină (2003)

### Videoclipuri
- Fata mea (2002)
- Banii (2002)
- Dușmănia (2002, netelevizat)
- Păpușea masculină (2003)
- An Englishman in Sălăjan (2025)